# Gerstetten
Gerstetten est une commune de Bade-Wurtemberg (Allemagne), située dans l'arrondissement de Heidenheim, dans la région de Wurtemberg-de-l'Est, dans le district de Stuttgart.
Un jumelage est actif avec Cébazat en France depuis 1992, et Pilisvörösvár en Hongrie depuis 1996.

## Histoire
D'après la première mention, Gerstetten a célébré son 1000e anniversaire en 1986. D'après son nom, le lieu pourrait remonter à la fin de la période mérovingienne. Les formations de noms en -stetten sont typiques de cette époque. Les noms se terminant par -ingen, comme Heuchlingen et Dettingen, appartiennent à une classe de dénomination qui a commencé un peu plus tôt. Les noms de lieux incluent les noms de Gero, Huchilo et Detto, mais leur importance en tant que fondateurs du lieu ne peut être prouvée.[6] Cependant, aucune découverte pertinente de la période mérovingienne n'a encore été signalée à Gerstetten. Les références aux découvertes d'un champ de tombes en rangée vers 1850 ne peuvent plus être vérifiées aujourd'hui car les découvertes ont été perdues.[7] La découverte d'une pièce frappée vers 303[8] ne peut être considérée comme une preuve fiable d'une colonisation. Les faubourgs de Heuchlingen et Dettingen remontent certainement à la période mérovingienne voire plus loin. Les premières découvertes de colonies alamanniques sont connues près de Heuchlingen, et il existe des indications de tombes en rangées près de Dettingen. La région était habitée depuis le Néolithique[10] et possède également quelques sites romains.[11]